# 텀블링
텀블링은 맨 바닥이나 매트 위에서 공중회전을 실시하는 운동이다.

## 대표적인 기술
뒤공중돌기(Back Flip)
백덤블링이라고도 불린다. 뒤로 도는 공중제비
앞공중돌기(Front Flip)
앞으로 도는 공중제비
옆공중돌기(Side flip)
옆으로 도는 공중제비. 위에 두 텀블링보다 쉽고 안전하다.